# Feroxyhyt
Feroxyhyt (russisch Фероксигит, ukrainisch Фероксигіт) ist ein selten vorkommendes Mineral aus der Mineralklasse der „Oxide und Hydroxide“ mit der vereinfachten chemischen Zusammensetzung δ-FeO(OH) und damit chemisch gesehen die δ-Modifikation von Eisen(III)-hydroxidoxid. Da Eisen allerdings in verschiedenen Oxidationsstufen vorkommen kann, wird die Formel präziser mit Fe3+O(OH) ausgedrückt.
Feroxyhyt kristallisiert im hexagonalen Kristallsystem und entwickelt winzige nadelige Kristalle, die möglicherweise aus eingerollten tafeligen Formen entstehen. Er kommt aber auch in Form feinkörniger, knolliger oder massiger Aggregate vor. Das Mineral ist in jeder Form undurchsichtig (opak) und von brauner bis gelbbrauner Farbe. Auf der Strichtafel hinterlässt Feroxyhyt einen gelben Strich.

## Etymologie und Geschichte
Entdeckt wurde Feroxyhyt erstmals in Eisen-Mangan-Konkretionen nahe Turka (Rajon Kolomyja) in der Oblast Iwano-Frankiwsk im Westen der Ukraine. Die Analyse und Erstbeschreibung erfolgte durch ein Mineralogenteam, bestehend aus F. W. Tschuchrow, B. B. Swjagin, A. I. Gorschkow, L. P. Jermilowa, W. W. Korowuschkin, Je. S. Rudnizkaja und N. Ju. Jakubowskaja (russisch: Ф. В. Чухров, Б. Б. Звягин, А. И. Горшков, Л. П. Ермилова, В. В. Коровушкин, Е. С. Рудницкая, Н. Ю. Якубовская), das das Mineral nach dessen Zusammensetzung aus Eisen (lateinisch Ferrum), Sauerstoff (altgriechisch Oxygen) und Hydroxidionen benannte. Das Mineralogenteam sandte seine Untersuchungsergebnisse und den gewählten Namen 1975 zur Prüfung an die International Mineralogical Association (Eingangs-Nr. der IMA: 1975-032), die den Feorxyhyt als eigenständige Mineralart anerkannte.
Die Publikation der Erstbeschreibung folgte im Jahr darauf im russischsprachigen Fachmagazin Iswestija Akadeii Nauk (russisch: Известия Акадеии Наук) sowie im englischsprachigen Fachmagazin International Geology Review.
Seit 2021 existiert für Feroxyhyt auch die von der IMA anerkannte Kurzbezeichnung „Fox“.
Das Typmaterial des Minerals wird im nach A. J. Fersman benannten Mineralogischen Museum (FMM) der Russischen Akademie der Wissenschaften in Moskau aufbewahrt. Eine Sammlungs-Nr. ist hier allerdings nicht bekannt. Eine weitere Probe ist im Museum Jestestwenno-nautschny musei Ilmenskogo gossudarstwennogo sapowednika (englisch Mineral Collection of the Museum of the State Reservation of Ilmens, MSRI; russisch Естественно-научный музей Ильменского государственного заповедника) im Ilmen Sapowednik nördlich von Miass unter der Sammlungs-Nr. 4680 deponiert.

## Klassifikation
In der veralteten 8. Auflage der Mineralsystematik nach Strunz wird Feroxyhyt noch nicht geführt.
Im zuletzt 2018 überarbeiteten und aktualisierten Lapis-Mineralienverzeichnis nach Stefan Weiß, das sich im Aufbau noch nach dieser alten Form der Systematik von Karl Hugo Strunz richtet, erhielt das Mineral die System- und Mineral-Nr. IV/F.06-060. In der „Lapis-Systematik“ entspricht dies der Klasse der „Oxide und Hydroxide“ und dort der Abteilung „Hydroxide und oxidische Hydrate (wasserhaltige Oxide mit Schichtstruktur)“, wo Feroxyhyt zusammen mit Akaganeit, Böhmit, Diaspor, Feitknechtit, Goethit, Groutit, Lepidokrokit, Manganit, Schwertmannit und Tsumgallit eine unbenannte Gruppe mit der Systemnummer IV/F.06 bildet.
Die von der International Mineralogical Association (IMA) zuletzt 2009 aktualisierte 9. Auflage der Strunz’schen Mineralsystematik ordnet den Feroxyhyt ebenfalls in die Klasse der „Oxide und Hydroxide“, dort allerdings in die Abteilung der „Hydroxide (ohne V oder U)“ ein. Diese ist zudem weiter unterteilt nach der möglichen Anwesenheit von Kristallwasser (H2O) neben der Hydroxidgruppe (OH) und der Kristallstruktur, so dass das Mineral entsprechend seiner Zusammensetzung und seinem Aufbau in der Unterabteilung „Hydroxide mit OH, ohne H2O; Lagen kantenverknüpfter Oktaeder“ zu finden ist, wo es als Namensgeber die „Feroxyhytgruppe“ mit der Systemnummer 4.FE.40 und dem weiteren Mitglied Vernadit bildet.
Auch die vorwiegend im englischen Sprachraum gebräuchliche Systematik der Minerale nach Dana ordnet den Feroxyhyt in die Klasse der „Oxide und Hydroxide“ und dort in die Abteilung der „Hydroxide und hydroxyhaltige Oxide“ ein. Hier ist er zusammen mit Heterogenit-2H und -3R sowie Feitknechtit in der „Heterogenitgruppe“ mit der Systemnummer 06.01.04 innerhalb der Unterabteilung „Hydroxide und hydroxyhaltige Oxide mit der Formel: X3+O OH“ zu finden.

## Chemismus
Die Verbindung FeO(OH) besteht aus Eisen, Sauerstoff und Wasserstoff im Stoffmengenverhältnis von 1 : 2 : 1, was einem Massenanteil (Gewichtsprozent) von 62,85 Gew.-% Fe, 36,01 Gew.-% O und 1,13 Gew.-% H entspricht.

## Kristallstruktur
Feroxyhyt kristallisiert in der hexagonalen Raumgruppe P3m1 (Raumgruppen-Nr. 164) mit den Gitterparametern a = 2,95 Å und c = 4,56 Å; sowie einer Formeleinheit pro Elementarzelle.

## Eigenschaften
An der Luft wandelt sich Feroxyhyt langsam in Goethit um.

## Modifikationen und Varietäten
Von der Verbindung Eisen(III)-hydroxidoxid FeO(OH) sind bisher vier natürliche Modifikation bekannt (Stand 2022). Neben der hexagonal kristallisierenden δ–Form Feroxyhyt sind dies noch die orthorhombische α–Form Goethit, die monokline β–Form Akaganeit und die ebenfalls orthorhombische γ–Form Lepidokrokit.

## Bildung und Fundorte
Feroxyhyt bildet sich als biogenes Fällungsprodukt in Sedimenten und ist in Tiefseeablagerungen und Böden zu finden. Als Begleitminerale treten vor allem Goethit und Lepidokrokit auf.
Als seltene Mineralbildung konnte Feroxyhyt nur an wenigen Orten nachgewiesen werden, wobei weltweit bisher rund 20 Fundorte dokumentiert sind (Stand 2022). Außer an seiner Typlokalität nahe Turka in der Oblast Iwano-Frankiwsk fand sich das Mineral in der Ukraine bisher nur noch auf der zur Krim gehörenden Halbinsel Kertsch.
Feroxyhyt fand sich in Mineralproben verschiedener Tiefseeböden. Im Atlantischen Ozean trat er am sogenannten „Bezymiannaya Seamount 640“ nahe der Kapverdischen Inseln sowie am Mittelatlantischen Rücken in den Hydrothermalfeldern „Broken Spur“, „Lucky Strike“, „Snake Pit“ (Nail Chimney) und der transatlantischen Geotraverse (englisch Trans-Atlantic Geotraverse hydrothermal field, TAG) auf. Daneben konnte das Mineral in Proben aus der Barentssee und der Karasee (Randmeere des Arktischen Ozeans) sowie aus der Clarion-Clipperton-Zone (KCON claim) und vom Ostpazifischen Rücken (Axial Seamount) im Pazifischen Ozean entdeckt werden.
Der bisher einzige bekannte Fundort in Deutschland ist die Grube Clara bei Oberwolfach im Schwarzwald, Baden-Württemberg.
In Griechenland wurde Feroxyhyt an mehreren Schlackenfundstellen im Gebiet um Passa Limani nahe Lavrio(n) in Attika entdeckt.
Ein Einzelfund auf einer Schlackenhalde bei Noiraigue im Bezirk Val-de-Travers des Kantons Neuenburg ist bisher zweifelhaft, da nicht verifiziert und möglicherweise aus einer industriellen Produktion des 17. Jahrhunderts stammend. Ebenfalls bezweifelt werden Schlackenfundstellen bei Baratti in der zur italienischen Region Toskana gehörenden Provinz Livorno sowie bei Crantock in Cornwall und bei Tindale in Cumbria im Vereinigten Königreich.
Weiter bisher bekannte Fundorte sind die ehemalige Taki Mine bei Yamagata nahe Kuji (Iwate) in der Präfektur Iwate auf der japanischen Insel Honshū und einige Fundpunkte in Russland.